# Trematodon humilis
Trematodon humilis är en bladmossart som beskrevs av Mitten 1869. Trematodon humilis ingår i släktet tranmossor, och familjen Bruchiaceae. Inga underarter finns listade i Catalogue of Life.